# 尹莘
尹莘，元朝汴梁洧川县（今河南省长葛县东北）人。
至治初年，尹莘在京师游学，忽然梦到母疾，心中奇怪。驰马而归，母亲已去世。守丧居草庐吃野菜，悲伤过度骨瘦嶙峋。每天鸡鸣而起，亲手准备祭品，到墓所痛哭进行祭奠，风雪不废。父亲尹辅臣曾经病疫，尹莘侍奉汤药，衣不解带，尝父亲的粪来验明病情，夜间则祈祷于天：“尹莘的母亲去世不能相见，父亲得病不能治愈，为之人子如此，何以自立于世，愿以自己一死来代替父亲性命。”数日后父亲病愈，乡里嗟叹称异。